# Objektive Bedingung der Strafbarkeit
Als objektive Bedingung der Strafbarkeit (auch objektive Strafbarkeitsbedingung oder Tatbestandsannex) wird im deutschen Strafrecht eine Voraussetzung der Strafbarkeit bezeichnet, die zwar objektiv, also tatsächlich, erfüllt sein muss, die aber das Unrecht der Tat und die Schuld des Täters nicht mitbegründet.
Nach herrschender Lehrmeinung gehört ein solches Tatbestandsmerkmal nicht zum objektiven Tatbestand. Es muss also nicht vom Vorsatz umfasst sein. Für einen Irrtum über ein solches Merkmal gilt auch nicht § 16 StGB, vielmehr ist die Vorstellung des Täters irrelevant, der Irrtum unbeachtlich.
Umstritten ist der Prüfungsstandort. Dogmatisch korrekt ist die Prüfung am Ende des Deliktsaufbaus nach der Schuld. Zumeist effizienter und daher in der Praxis auch häufiger ist jedoch die Prüfung als sogenannter Tatbestandsannex zwischen Tatbestand und Rechtswidrigkeit, die beim Nichtvorliegen der Bedingung somit überflüssige Ausführungen zu Rechtswidrigkeit und Schuld erspart.
Ob eine bloße objektive Bedingung der Strafbarkeit oder ein echtes objektives Tatbestandsmerkmal vorliegt, ist durch Auslegung zu ermitteln. Ersterer liegen stets Zweckmäßigkeitserwägungen, insbesondere Gründe der Strafökonomie, zugrunde. Regelmäßig sind das Umstände, deren Realisierung vom Täter nicht beherrschbar und seiner Einwirkung und seinem Wissen typischerweise entzogen sind. Erst ihr Vorliegen macht unter dem Gesichtspunkt der Wahrung des Rechtsfriedens das schuldhafte Handeln des Täters strafwürdig. So handelt der Täter beim Vollrausch (s. die Beispiele unten) bereits schuldhaft, wenn er sich soweit berauscht, dass er in den Zustand der Schuldunfähigkeit gerät. Strafbedürftig wird dies aber erst dann, wenn er in diesem Zustand eine Straftat begeht. Tatbestandsmerkmale andererseits liegen vor, wenn deren vorsätzliche bzw. fahrlässige Verwirklichung einen Schuldvorwurf erst begründet.
Beispiele für bloße objektive Bedingungen der Strafbarkeit sind:
- der Tod oder die schwere Verletzung eines Menschen beim Tatbestand der Beteiligung an einer Schlägerei § 231 StGB[1]
- die „im Rausch begangene Tat“ beim Tatbestand des Vollrauschs § 323a StGB[1]
- nach einer umstrittenen Ansicht auch die „Rechtmäßigkeit der Diensthandlung“ beim Widerstand gegen Vollstreckungsbeamte § 113 StGB
- die „Rechtmäßigkeit der Anlegung des Siegels“ beim Siegelbruch § 136 StGB
- „wenn von einem Beteiligten der Gruppe eine Straftat nach den §§ 177 oder 184i begangen wird“ bei Straftaten aus Gruppen § 184j StGB[2][3]
- die „Nichterweislichkeit der ehrenrührigen Tatsache“ bei übler Nachrede § 186 StGB[1]
- die Zahlungseinstellung, die Eröffnung des Insolvenzverfahrens oder die Ablehnung eines Insolvenzverfahrens mangels Masse im Rahmen der Insolvenzstraftaten, so bei den Tatbeständen Bankrott § 283 Abs. 6 StGB und Schuldnerbegünstigung § 283d Abs. 4 StGB[4]